# Kaufhaus Esders
Het Kaufhaus Esders was een warenhuis dat in 1908 in Dresden werd gebouwd en ten tijde van de bouw werd beschouwd als een van de modernste en mooiste warenhuizen van de stad. Het stond op het hoekperceel aan de Prager Straße 2/ Waisenhausstraße, tegenover het warenhuis Residenz, en werd in februari 1945 verwoest. Sinds 1998 is hier het nieuwe "Kaufhaus Esders" gevestigd.

## Geschiedenis
In 1894 opende detailhandelaar Heinrich Esders een kledingwinkel op de begane grond en eerste verdieping van het huis aan de Prager Straße 2, waarin destijds ook de Deutsche Bank een filiaal had. Het vier verdiepingen tellende gebouw zelf was een van de eerste die werd gebouwd op de verbindingsweg tussen 1851 en 1853 van de oude stad naar de Böhmischen Bahnhof. Het verscheen voor het eerst in het adresboek van de stad Dresden in 1854.
In 1908 werd het volledig herbouwd met een opvallend buitenkant. De constructie werd uitgevoerd volgens de plannen van de Dresdense architect Alexander Tandler en was in twee opzichten opmerkelijk:
- Enerzijds was het warenhuis het eerste gebouw in Dresden waar het materiaal van de moderne constructie van gewapend beton ook op de gevels te zien was. Deze waren gemaakt van gevelbeton met versiering. De versiering werd gemaakt door vormen te maken van gips of hout in de bekisting. De voorgevormde modellen werden na het weghalen van de bekisting door een steenhouwer bewerkt. Op deze manier ontstonden gevels op een tijd- en kostenbesparende manier, die kon concurreren met de conventionele natuurstenen gevels met zijn ornamenten.
- Daarnaast bleef het warenhuis Esders tijdens de bouwperiode open. Dit werd mogelijk gemaakt doordat de nieuwbouw, ondanks zijn beheersbare omvang, in twee bouwfasen is gerealiseerd, waarbij het oude pand in gebruik kon blijven tot de eerste bouwfase gereed was en (voorlopig) in gebruik werd genomen.

Ondanks de krappe bouwplaats en de extra beperkingen door het openblijven van de winkel tijdens de bouw, kon de nieuwbouw in korte tijd worden voltooid, van 9 juni tot en met 12 december 1908.  Gemiddeld werd een verdieping in vijf werkdagen gemaakt. Om dit te bereiken werden de bouwwerkzaamheden sterk gestroomlijnd door bijvoorbeeld de gebouwstructuur en de gevels van gewapend beton volledig onafhankelijk van elkaar uit te voeren. 
Een ander voordeel van de gevel, die was gemaakt van gevelbeton, werd duidelijk in 1911, toen op de tweede verdieping van het warenhuis een brand uit brak. Daarna vertoonde de gevel alleen nog vervuiling door roet, terwijl delen van de achtergevel van zandsteen onherstelbaar beschadigd waren door de brand en tegen relatief hoge kosten vervangen moesten worden.
Net als het hele gebied werd ook het warenhuis Esders verwoest door de luchtaanvallen in februari 1945. De gewapende betonnen constructie van het gebouw verhinderde echter dat het warenhuis volledig vernietigd werd. Na het opruimen van het puin bleef de ruïne als een van de weinige bouwsels tussen de Ringstrasse en het centraal station staan.
De ruïne werd pas gesloopt tijdens de herinrichting van de Prager Strasse in de jaren 1960, hoewel het gebied zelf braak bleef liggen. Pas in 1997/1998 werd op deze plaats het nieuwe "Kaufhaus Esders" gebouwd, waarin hoofdhuurder Foot Locker zijn eerste vestiging in Dresden opende.